# Нельская башня (фильм, 1955)
«Нельская башня» (фр. La Tour de Nesle) — фильм французского режиссёра Абеля Ганса, вышедший в прокат 18 марта 1955.

## Сюжет
Третья экранизация одноимённой пьесы Фредерика Гайярде и Александра Дюма, написанной по мотивам легенд о так называемом деле Нельской башни.
Париж начала XIV века. Пользуясь отъездом короля Людовика X, его жена Маргарита Бургундская вместе с принцессами Жанной и Бланкой устраивают ночные оргии в Нельской башне, куда заманивают молодых дворян, приезжающих в столицу из провинции, и каждое утро в течение месяца в Сене вылавливают трупы. В таверне Орсини неподалёку от Нельской башни встречаются двое приезжих: капитан Бюридан и Филипп д’Онэ. Первый знает о преступном прошлом королевы и намерен её шантажировать, второй приехал повидать своего брата Готье, конюшего при дворе, влюбленного в Маргариту.

## В ролях
- Сильвана Пампанини — Маргарита Бургундская
- Пьер Брассёр — капитан Бюридан
- Поль Гер — Готье д’Онэ
- Жак Тожа — Филипп д’Онэ
- Констан Реми — Ландри
- Кристина Градо — Жанна Бургундская
- Лиа ди Лео — Бланка Бургундская
- Марсель Рен — Орсини
- Мишель Этшевери — Ангерран де Мариньи
- Мишель Буке — Людовик X
- Нелли Каплан — Алиса

## Производство
К съемкам «Нельской башни» Ганс приступил в 1954 году, после 12-летнего перерыва, и само его возвращение в большое кино было заметным событием. Огромные расходы на неосуществленный проект масштабной постановки «Божественной трагедии» (1947—1952) привели к бойкоту режиссёра со стороны студий, не желавших реализовывать даже менее дорогостоящие замыслы. Планы постановки «Королевы Марго» были отвергнуты продюсером, недовольным финансовыми требованиями Ганса, и заключившим контракт с менее требовательным Жаном Древилем.
В качестве компенсации режиссёру предложили экранизировать «Нельскую башню», что для Ганса было слабым утешением. «Французское кино стало непритязательным, и я должен таким стать, вот и всё», — уныло признал постановщик.
По мнению критиков, недостаток средств, выделенных на постановку, сказался на качестве картины, хотя Гансу и удалось сделать цветной фильм, что было редкостью для Франции середины 1950-х. Эротическая сцена с полуобнаженной Сильваной Пампанини была весьма смелой для своего времени.